# عبد المنعم الجداوي
«عبد المنعم محمد عيسى الجداوي» (1341 هـ - 1425 هـ) / (1922 - 2004م). صحفي وكاتب مصري وعضو باتحاد الكتاب العرب.
ولد في قرية دير الجنادلة مدينة أسيوط، وتوفي في القاهرة. عاش في مصر، والسعودية، والكويت واليمن وتونس والمغرب وفلسطين وإيطاليا ومالطا. درس الابتدائية في إحدى مدارس مدينة الغنايم، واضطرته الظروف للعمل في ورشة خراطة. وقد تمكن من الاطلاع على مجلات الهلال وإصداراتها التراثية، مستكملاً معارفه بالقراءة فبدأ بمراسلة صحف عصره (1938)، وانتقل إلى القاهرة بداية الأربعينيات من القرن العشرين ملتحقًا بوظيفة تابعة لسلاح المركبات بالقوات المسلحة، وبدأ الكتابة لعدد من الصحف الخاصة مثل «الصباح»، و«المصري» و«التسعيرة». عمل بالصحافة في عدد من المجلات: الاثنين، مسامرات الجيب، ثم التحق بالعمل في مؤسسة دار الهلال فحرر في مجلات المؤسسة: الهلال، والمصور، والكواكب، وحواء، وزار خلال عمله عددًا من البلدان العربية لتغطية الأحداث الكبرى مثل: حرب اليمن وغيرها.
عمل سكرتيرًا لمجلة «جيشنا»، ومجلة «القوات المسلحة» مدة خمس سنوات، ثم مستشارًا لتحرير مجلة «الشرطة» مدة سبع سنوات، كما عمل بجريدة العرب الدولية، ومجلة الحوادث.

## الإنتاج الشعري
له قصائد نشرت في مجلة منبر الإسلام، منها: «سبحان من يهدي البشر» - مايو 1976 (17 بيتًا)، و«يارب أنا في حماك» - مايو 1976 (16 بيتًا)، و«قدرة الله» - يناير 1977 (12 بيتًا)، و«من بغيرك نحتمي» - أبريل 1977 (14 بيتًا)، وله مجموع شعري مخطوط في حوزة نجله.

## الأعمال الأخرى
له عدد من المؤلفات جمعت بين السرد والكتابة الصحفية، وكتابة الجريمة التي تخصص فيها، منها:
- اعترافات.. كنت قبوريًا - دار الشعب - ترجم للإنجليزية والأردية والفرنسية،
- الجلسة سرية،
- نساء في قفص الاتهام،
- السيدة خديجة» - السعودية 2002،
- الجريمة والشباب،
- رجال من مكة،
- الأحوال الشخصية،
- دماء على عقد العمل، مكتبة التراث الإسلامي، 1992م، ط1، 156ص،
- من واقع جلسات المحاكم،
- الحريم أيام المماليك - دار الهلال،
- قاتل اسمه اللذة - الدار القومية،
- دع القلق وابدأ الزواج،
- وداعا سي السيد - دار أخباراليوم،
- الصوفية والوجه الآخر،

له عدد كبير من القصص التي أذيعت عبر أثير الإذاعة المصرية طوال الخمسينيات والستينيات من القرن العشرين.
من الدعاء والوصف والتوسل والمناجاة تشكلت تجربته الشعرية، مالت لغته إلى المباشرة أحيانًا، واستخدام المحسنات البديعية التي قد تأتي متكلفة، واعتماد الموسيقى الظاهرة على حساب الموسيقى الداخلية، محافظًا على العروض الخليلي ومنوعًا في القافية أحيانًا.
حصل على درع نقابة الصحفيين، كرمته وزارة الداخلية، ووزارة الدفاع، ومؤسسة الثقافة العربية.